# Norman Barry
Norman Christopher Barry, detto Norm Barry (Chicago, 25 dicembre 1897 – Chicago, 13 ottobre 1988), è stato un giocatore di football americano e allenatore di football americano statunitense nella National Football League (NFL). Al college giocò a football all'Università di Notre Dame.

## Carriera professionistica
Barry fu il capo allenatore dei Chicago Cardinals della NFL dal 1925 al 1926, terminando con un bilancio complessivo di 16-10-2 e guidandoli alla vittoria del campionato NFL del 1925. In precedenza aveva giocato per Cardinals, Green Bay Packers e Milwaukee Badgers.

## Palmarès
- Campione NFL: 1

Chicago Cardinals: 1925

## Statistiche
| Partite totali     | 12 |
| Touchdown su corsa | 1  |